# Morrigan
Morrigan, también conocida como Morrigu, es la diosa celta de la muerte y la destrucción. Se la representa generalmente con armadura y armas. Morrigan está presente en todas las guerras, tomando la forma de cuervo o corneja, entre algunas de sus habilidades cabe destacar el uso de la magia negra. Su papel en la guerra es infundir en los soldados la fuerza (y la ira) para combatir. Su nombre significa «Gran Reina» o «Reina Espectral». Morrigan también se puede traducir o encontrar escrito como Carrie o Carrigan.
Morrigan es la diosa de la guerra, y por lo tanto de la muerte. Pero también representa la renovación; la muerte que da a luz a una nueva vida, el amor y el deseo sexual. La vida y la muerte están muy unidas en el universo celta.
Morrigan es doncella, madre y amante. Formaba una tríada de diosas, junto con sus hermanas, Badb y Macha, en ocasiones junto a Nemain, aunque en algunas fuentes se la describe como diosa triple, incluyendo a Badb y Macha como otras manifestaciones de Morrigan.
Esta diosa pertenece a los Tuatha Dé Danann, los seres mágicos que míticamente habitaron Irlanda antes que los irlandeses actuales.

## Etimología
Existen varios desacuerdos con respecto al significado del nombre «Morrigan». Su forma de «La Morrigan» indica a la «Reina Fantasma», «Mórrígan» se traduce como «Gran Reina». También existe la forma de «Morrigu», que en plural es «Morrígna», y se ha empleado en escritos medievales como sinónimo de «espectros».
En irlandés moderno y según la mitología que la muestra como una diosa es «Morríghan» o «Mór-ríoghain».
«Mor» podría derivar del indoeuropeo que connota «terror» o «monstruosidad», cognado del inglés antiguo «maere» (del cual se deriva la palabra «nightmare», que se traduce como «pesadilla»), que son derivaciones de la escandinava y también del ruso antiguo «mara», que también significa «pesadilla». «Rigan» se traduce como «Reina». Así, puede ser reconstruido en proto-celta «Moro-rīganī-s». En consecuencia, Morrigan es generalmente traducido como «Reina Fantasma», la cual es favorecida por los estudios actuales.
En el período del idioma irlandés medio, el nombre «Mórrígan» a menudo se deletrea con un diacrítico alargando de más la «o», que aparentemente era para darle el significado de «Gran Reina». Ello debido a que en el idioma irlandés antiguo, «Mór» se traduce como «grande», derivando así el nombre a «Māra Rīganī-s».
El Morrigu también está estrechamente vinculado con otros personajes mitológicos conocidos. Estos incluyen la figura hebrea Lilit. Si bien ella no era ni buena ni mala, podía ser corrompida a un lado bajo persuasión. Estos relatos se vinculan con su personificación en la mitología irlandesa y la muestran como una cambiaformas que podría transformarse de una joven doncella a una anciana, o pasar de una mujer a un cuervo. Nuestro conocimiento de la conexión con Lilit se ve en textos en latín, como el Libro de Isaías.
También ha habido algunos escritores modernos que han tratado de vincular a Morrigan con Morgan Le Fay de la novela artúrica, cuyo nombre en galés «mor» derivaría de «mar», siendo diferentes en el árbol lingüístico celta.

## Identificación con Anu

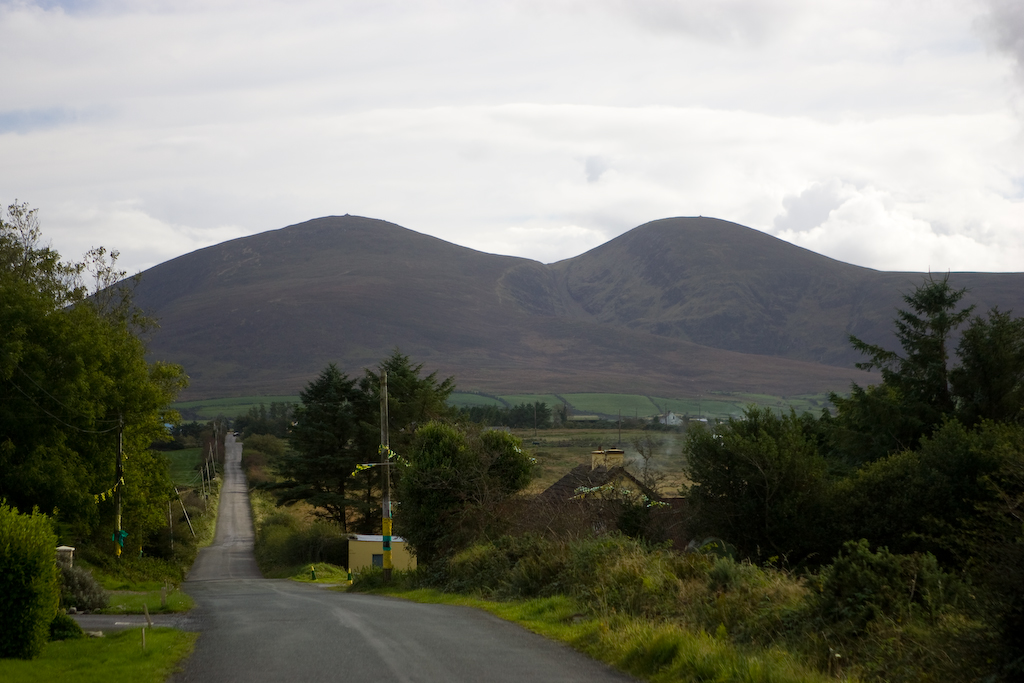
«Los senos de Anu» (en gaélico Dá Chích Anann), en el condado de Kerry, Irlanda.

El que Morrigan es una diosa importante está evidenciado en su identificación con Anu, la diosa que en el Glosario de Cormac es definida como mater deorum hibernemsium y es descrita como la «nutridora de los dioses». Se trata del personaje a quien fueron dedicados los «dos senos de Anu», dos colinas gemelas en el condado de Kerry, en Munster. Tal identificación se encuentra en Lebor Gabála Érenn:

Ernmass tenía otras tres hijas, Badb Chatha y Macha y Mórrígan, cuyo otro nombre era Anu.
Lebor Gabála Érenn, 64.

Puede parecer curioso que una diosa guerrera como Morrigan pueda ser identificada con Anu, la «nutridora de los dioses». Este punto, si es verificado, arrojaría una luz interesante sobre la antigüedad de esta figura. Se podría pensar en una antiquísima diosa de características duales, tanto benignas como malignas, similar a la diosa india Devī, esposa de Shiva, entre cuyos muchos aspectos están incluidos la dulce Umā, la batalladora Durgā o la terrible Kalī.

### Glosas y glosarios
Las primeras fuentes que tenemos de la Morrigan son glosas y glosarios de manuscritos en latín. En un libro escrito a mano del siglo IX que contiene la traducción del Libro de Isaías al latín vulgar, la palabra Lamia es usada para traducir la palabra hebrea Lilith. Una glosa explica esto como «un monstruo en forma femenina, que es, una morrigan». El Glosario de Cormac, también del siglo IX, explica la palabra plural gudemain (espectros) con la forma plural morrigna. El Glosario de O'Mulconry, que data del siglo VIII, dice que Macha es una de las tres morrigna. Al parecer, en aquella época el nombre Morrigan se refería a una clase de cosas más que a algo individual.

### Ciclo del Úlster
Las primeras representaciones de Morrigan son individuales en las historias del Ciclo del Úlster, donde mantiene una relación ambigua con el héroe Cú Chulainn. En Táin Bó Regamna (El ataque al ganado de Regamain), Cú Chulainn se encuentra con Morrigan pero no la reconoce, mientras ella guía una vaca desde su territorio. Como respuesta a su ignorancia como soberana, lo toma como un desafío insultante. Antes de que él pueda atacarla, ella se convierte en un pájaro negro y vuela hasta una rama cercana. Al darse a conocer, Cú Chulainn le dice que de haberlo sabido antes no hubiese tenido enemistad con ella, ya que todo lo que había hecho le trajo mala suerte. Ella le ofrece una advertencia, diciéndole que en la siguiente batalla él sería asesinado «es el la vigilia de tu muerte que yo soy, yo seré».

### Ciclo mitológico
Morrigan además aparece en el Ciclo mitológico, en una compilación pseudo histórica del siglo XII llamada Lebor Gabála Érenn, figurando entre los Tuatha Dé Danann como una de las hijas de Ernmas, nieta de Nuada.
Las tres primeras hijas de Ernmas serían Ériu, Banba y Fodla; siendo sus nombres sinónimos de Irlanda, probablemente representando la triple diosa de la soberanía, asociadas con la tierra y la realeza. Ellas estuvieron casadas con Mac Cuill, Mac Cecht y Mac Gréine, los últimos tres reyes de Irlanda descendientes de los Tuatha Dé Danann. El nombre de Morrigan también se dice que es Anann, quien tuvo tres hijos: Glon, Gaim y Coscar.
Morrigan también aparece en Cath Maige Tuired. En la festividad de Samhain, el dios padre Dagda se une a Morrigan, indicando su asociación con la fertilidad de las tierras.

### Ciclo feniano
Conjuntamente con Midir, Morrigan y Badb expulsan a los fomoré cuando intentan destruir el grano, las frutas y la leche de los Tuatha Dé Danann. Luego de defenderse de los fomoré, Morrigan invoca los poderes de la naturaleza y proclama la victoria sobre «las montañas reales de Irlanda, sus aguas principales y las desembocaduras de los ríos». Era costumbre tomar juramento mediante los elementos.

## Naturaleza y funciones
Morrigan suele considerarse una triple diosa, pero esta relación es inconsistente y ambigua. A veces aparece como una de las tres hermanas, hijas de Ernmas: Morrígan, Badb y Macha. A veces la trinidad consiste Badb, Macha y Anann, conocidas conjuntamente como «Morrígna». Ocasionalmente, Nemain o Fea aparecen en la tríada. Sin embargo, Morrigan también puede aparecer sola y su nombre se suele alternar con Badb.
Morrigan poseía la habilidad para convertirse en cuervo y Badb en corneja.
Morrigan es percibida como la diosa de las batallas y la muerte, así como también es asociada con la fertilidad y la sexualidad, además de la abundancia en las tierras. Macha es asociada a la soberanía y la batalla, la tierra y su fertilidad, el poder femenino, la profecía y los caballos. Nemain es la esposa de Neit, el primigenio dios de la guerra, por lo que ella aparece como símbolo primigenio del presagio de la muerte, flotando sobre los cadáveres de la batalla. El nombre colectivo de las tres era «Badb».